# Dorothy Parker

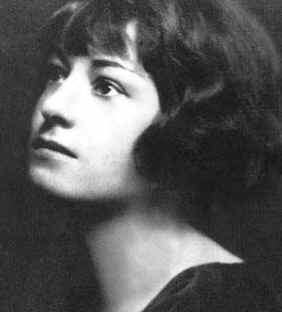
Dorothy Parker um 1920

Dorothy Parker (Geburtsname Dorothy Rothschild; * 22. August 1893 in Long Branch, New Jersey, Vereinigte Staaten; † 7. Juni 1967 in New York) war eine US-amerikanische Schriftstellerin, Theater- und Literaturkritikerin. Sie wurde zu den bedeutendsten Autorinnen ihrer Zeit gerechnet. Sie schrieb zahlreiche Gedichte, Kurzgeschichten und mehrere Theaterstücke. In ihren Texten thematisiert sie den Geschlechterkampf anhand von Szenen aus dem Leben verschiedener Frauen aller Bildungsschichten sowie die gesellschaftliche Stellung von Minderheiten.

## Leben

### Kindheit und Jugend
Dorothy Parker wurde als Tochter einer schottischen Mutter und eines deutsch-jüdischen Vaters in New Jersey geboren. Sehr früh verlor sie ihre Familie. Als sie vier Jahre alt war, starb ihre Mutter, Eliza Annie Marston (1854–1898); ihr Vater, Jacob Henry Rothschild (1851–1913), der erneut geheiratet hatte, starb 1913, nachdem seine zweite Ehefrau, Eleanor Lewis Rothschild, 1903 verstorben war. 1912 kam ihr Onkel, Martin Rothschild, an Bord der Titanic ums Leben. Ihre Tante, Elizabeth Barrett Rothschild, überlebte. Sie entkam in Rettungsboot Nr. 6, in dem daneben Alice Cleaver, Margaret Brown, Helen Candee, Frederick Fleet, Major Arthur Peuchen, die Tochter des US-Politikers James A. Hughes, Eloise Hughes Smith, sowie Sigrid Lindström, Nichte des früheren schwedischen Premierministers Arvid Posse, saßen.
Dorothys Erziehung fand in Privatschulen in New Jersey und New York statt, wohin sie 1911 umzog. Zunächst verdiente sie ihren Lebensunterhalt als Klavierspielerin in einer Tanzschule. Früh fing sie zu schreiben an und im Alter von 21 Jahren begann sie, ihre Manuskripte bei verschiedenen Zeitungen und Zeitschriften einzureichen. Das Gedicht Any Porch wurde schließlich 1916 von Vanity Fair veröffentlicht, einer Zeitschrift, bei der sie zwei Jahre später als Kritikerin angestellt wurde. Zwischenzeitlich arbeitete sie auch für Vogue.

### Mrs. Parker und ihr Kreis
1917 heiratete sie Edwin Pond Parker, einen Wallstreet-Börsenmakler, doch sie wurden sofort durch den Ersten Weltkrieg getrennt. Sie machte sich einen Namen als einzige weibliche Theaterkritikerin New Yorks und war im Frühjahr 1919 zusammen mit ihren Freunden Robert Benchley und Robert E. Sherwood unter den Gründungsmitgliedern des später berühmten literarischen Zirkels im Algonquin Hotel. Weitere Teilnehmer waren Franklin Pierce Adams, Alexander Woollcott, Harold Ross, James Thurber, George Kaufman und viele andere. Dorothy Parker wurde dort durch ihren Sarkasmus, ihre Ironie und ihre scharfzüngige Schlagfertigkeit zur Legende.
1920 wurde sie von Vanity Fair gefeuert, nachdem der beißende Sarkasmus ihrer Kritiken nicht mehr tragbar schien. Nach einem Intermezzo beim Film, wo sie Untertitel verfasste, um Geld zu verdienen, fand sie eine Anstellung bei der Zeitschrift Ainslee’s, die ihr vollkommene Freiheit bei ihren Texten ließ. 1922 erschien ihre erste Kurzgeschichte, Such a Pretty Little Picture, die den Anfang ihrer Karriere als Schriftstellerin markierte.

### Eine Schriftstellerkarriere
1924 trennte sie sich von Edwin Parker und wohnte von nun an im Algonquin Hotel. Neben Kurzgeschichten begann sie auch Theaterstücke zu schreiben und war unter den ersten Autoren des New Yorker, der Anfang 1925 zum ersten Mal erschien. Bei einer Reise nach Paris im Jahr 1926 lernte sie Ernest Hemingway kennen, mit dem sie sich anfreundete, obwohl ihre Ansichten zur Stellung von Frauen in der Gesellschaft sehr unterschiedlich waren.
Sie schrieb weiterhin Theaterkritiken und Gedichte für den New Yorker und Life. Ihr erster Gedichtband wurde 1926 unter dem Titel Enough Rope veröffentlicht. Er bekam sehr gute Kritiken und wurde ein kommerzieller Erfolg. 1927 begann sie sich politisch zu engagieren. Sie begeisterte sich für den Sozialismus und begann sich für die Rechte von Unterprivilegierten einzusetzen. Im Oktober 1927 wurde sie die Literaturkritikerin des New Yorker und bekam ihre eigene Kolumne mit dem Titel The Constant Reader, die sie bis 1933 behielt. 1928 wurde sie von Edwin Parker geschieden. 1929 erschien die Kurzgeschichte Big Blonde, die mit dem O.-Henry-Preis als „Beste Kurzgeschichte des Jahres“ ausgezeichnet wurde.

### Zweite Ehe und Hollywood
Gegen Ende des Jahres 1929 zog Dorothy Parker nach Hollywood und unterschrieb einen Vertrag bei MGM als Drehbuchautorin. Während der folgenden zehn Jahre schrieb sie mehrere Drehbücher, viele zusammen mit ihrem zweiten Ehemann, Alan Campbell, den sie 1933 bei einer Europareise kennengelernt hatte. 1936 gehörte sie zu den fünf Gründungsmitgliedern der Hollywood Anti-Nazi League. Gemeinsam mit Robert Carson erhielt sie 1937 eine Oscar-Nominierung für das Drehbuch zu dem Film Ein Stern geht auf. Während sie am Drehbuch für die Jeanette MacDonald-Nelson-Eddy-Operette Singende Herzen arbeitete, soll sie aus einem Fenster im Writer’s Building gerufen haben: “Let me out. I am as sane as you are.”
1937 engagierte sich Dorothy Parker als politische Korrespondentin im Spanischen Bürgerkrieg. In den 1940er Jahren schrieb sie weiterhin Kurzgeschichten, die in verschiedenen Magazinen und von Viking Press in Form einer Anthologie veröffentlicht wurden.
Ihre Ehe mit Alan Campbell wurde 1947 geschieden, sie heirateten 1950 jedoch erneut und lebten bis zum Tod Campbells im Juni 1963 mehr oder weniger eng zusammen.
In den 1950er Jahren, während der McCarthy-Ära, wurde sie als Kommunistin verdächtigt und mehrfach vom FBI verhört. Dadurch geriet sie auf eine Schwarze Liste der Hollywood-Studios und konnte keine Drehbücher mehr schreiben.

### Zurück nach New York
Ab September 1952 lebte Dorothy Parker wieder in New York, wo sie zusammen mit Arnaud d’Usseau das Theaterstück Ladies im Hotel erarbeitete, das im Oktober 1953 Premiere hatte, aber kein großer Erfolg wurde. Im April 1958 wurde sie mit dem Marjorie Peabody Waite Award ausgezeichnet, verliehen vom National Institute of Arts and Letters, zu dessen Mitglied sie wenig später, am 21. Mai 1959, ernannt wurde. Im Frühjahr 1961 übersiedelte sie erneut nach Los Angeles, wo sie mit Alan Campbell an dem Drehbuch zu dem Film The Good Soup arbeitete und auch einen Lehrauftrag an der California State University erhielt. Zu Beginn des Jahres 1964 kehrte sie dann endgültig nach New York zurück. Ihre letzte Kurzgeschichte wurde 1964 in der November-Ausgabe der Zeitschrift Esquire veröffentlicht. Am 7. Juni 1967 starb sie einsam in ihrem New Yorker Hotelzimmer an einem Herzinfarkt. Anlässlich ihres Todes widmete das Time Magazine ihr eine ganze Seite. Ihren Nachlass vermachte sie Martin Luther King und der National Association for the Advancement of Colored People (NAACP).

## Musik
Einige ihrer Gedichte wurden vertont; zu den Adaptionen gehört insbesondere der Opernliedzyklus Hate Songs for Mezzo-Soprano and Orchestra (2014) des norwegischen Komponisten Marcus Paus. Das Werk war auf dem Album Portraying Passion: Works by Weill/Paus/Ives (2018) von Tora Augestad und den Osloer Philharmonikern enthalten.

## Werke
An einem Roman hat sich Parker mehrmals versucht, in Buchform veröffentlicht wurden von ihr jedoch nur Lyrik, Erzählungen und – postum – einige journalistische Beiträge. Auf Deutsch wurden vereinzelt Gedichte veröffentlicht, aber auch zwei Theaterstücke: Close Harmony oder Die liebe Familie (Haffmans Verlag, Zürich 1989. Deutsch von Friederike Roth) und Ladies im Hotel (Haffmans-Heyne, München 1993).

### Lyrik
- Enough Rope (1926)
- Sunset Gun (1928)
- Death and Taxes (1931)
- Collected Poems: Not So Deep as a Well (1936)
- Stuart Y. Silverstein (Hrsg.): Not Much Fun: The Lost Poems of Dorothy Parker. New York: Scribner, 1996. ISBN 0-684-81855-8

### Kurzprosa
- Laments for the Living (1930)
- After Such Pleasures (1933)
- Here Lies: The Collected Stories of Dorothy Parker (1939), dt. New Yorker Geschichten (Haffmans Taschenbuch 1988 und 1992, Rowohlt 1995 und 1997, Diana 2002, Kein & Aber 2003, Brigitte Edition 2005) übersetzt von Pieke Biermann und Ursula-Maria Mössner

### Ausgewählte Prosa und Lyrik
- The Portable Dorothy Parker (1944), erweiterte Neuausgaben mit Theaterkritiken, Rezensionen von Jack Kerouac u.v.m. 1973 und 2006

### Deutschsprachige Ausgaben
- Die Geschlechter. Deutsch von Ursula-Maria Mössner, Zürich: Haffmans, 1988. ISBN 3-251-01022-0
- Eine starke Blondine (Übersetzung: Pieke Biermann). Zürich: Haffmans, 1988. ISBN 3-251-01018-2
- Ladies im Hotel – Ein Schauspiel. Zürich: Haffmans, 1989. ISBN 978-3-251-01071-4
- Dämmerung vor dem Feuerwerk: New Yorker Geschichten. Dt. von Pieke Biermann und Ursula-Maria Mössner. Reinbek bei Hamburg: Rowohlt, 1996. ISBN 3-499-22083-0
- New Yorker Geschichten. Gesammelte Erzählungen. Deutsch von Pieke Biermann und Ursula-Maria Mössner. Reinbek: Rowohlt, 1997, ISBN 978-3-499-22325-9
- Du warst ganz prima. New Yorker Geschichten. Aus dem Amerikanischen von Pieke Biermann und Ursula-Maria Mössner. Zürich/Berlin: Kein & Aber 2011
- Morgenstund hat Gift im Mund. New Yorker Geschichten. Zürich: Kein & Aber, 2011. ISBN 978-3-0369-5616-9
- Butterkremherz: New Yorker Geschichten. Zürich: Kein & Aber, 2012. ISBN 3-0369-5647-6
- Denn mein Herz ist frisch gebrochen. Gedichte. Zweisprachige Ausgabe, Dt. von Ulrich Blumenbach. Nachwort, Biographische Daten Maria Hummitzsch. Dörlemann, Zürich 2017, ISBN 978-3-03820-044-4

### Filmografie
Filmsong
- 1929: Dynamit (Dynamite)

Drehbuch
- 1937 – Ein Stern geht auf (A Star Is Born)
- 1938 – Singende Herzen (Sweethearts)
- 1941 – Die kleinen Füchse (The Little Foxes)
- 1942 – Saboteure (Saboteur)
- 1949 – Lady Windermeres Fächer (The Fan)

Literarische Vorlage
- 1990 – Verführerische Geschichten (Women and men – stories of seduction) – Kurzgeschichte von Dorothy Parker als Vorlage für die 2. Episode unter der Regie von Ken Russell

## Filme über Dorothy Parker
Ihr Leben war 1994 Gegenstand eines Spielfilms von Regisseur Alan Rudolph mit Jennifer Jason Leigh in der Hauptrolle: Mrs. Parker und ihr lasterhafter Kreis (englischer Originaltitel: Mrs. Parker and the Vicious Circle bzw. Mrs. Parker and the Round Table).
Daneben gibt es noch die Dokumentationen The Ten-Year Lunch: The Wit and Legend of the Algonquin Round Table (1987, ausgezeichnet mit dem Oscar für den besten Dokumentarfilm) und Would You Kindly Direct Me to Hell?: The Infamous Dorothy Parker (1994).